# Jan Magott
Jan Magott (ur. 1951 r.) – polski inżynier informatyk. Absolwent Politechniki Wrocławskiej. Od 2007 profesor na Wydziale Elektroniki Politechniki Wrocławskiej. W 2015 odznaczony Złotym Medalem za Długoletnią Służbę